# Osječko okružno prvenstvo 1947.
Osječko okružno prvenstvo 1947. odigrano je početkom te godine kao jedno od nekoliko izlučnih natjecanja za popunu Druge savezne lige. Sudjelovalo je pet klubova koji su se natjecali u dvokružnom sustavu, pri čemu se za pobjedu dobivalo dva boda, a za neriješeni ishod jedan bod. Prvakom je postao FD Proleter (današnji NK Osijek) s osvojenih 16 bodova.

## Ljestvica
| mj | klub                | uta | pob | neo | izg | pop | pri | bod |
| -- | ------------------- | --- | --- | --- | --- | --- | --- | --- |
| 1. | FD Proleter Osijek  | 8   | 8   | 0   | 0   | 33  | 4   | 16  |
| 2. | FD Mladost Osijek   | 8   | 5   | 1   | 2   | 20  | 20  | 11  |
| 3. | RNK Sloga Vukovar   | 8   | 2   | 2   | 4   | 13  | 15  | 6   |
| 4. | NK Slavonac Valpovo | 8   | 2   | 0   | 6   | 10  | 25  | 4   |
| 5. | NK Belje Kneževo    | 8   | 1   | 1   | 6   | 10  | 22  | 3   |